# Myzocallis glandulosus
Myzocallis glandulosus är en insektsart. Myzocallis glandulosus ingår i släktet Myzocallis och familjen långrörsbladlöss. Inga underarter finns listade i Catalogue of Life.